# Lista de filmes com temática LGBT de 1970
Esta é uma lista de filmes que contém personagens e/ou temática lésbica, gay, bissexual, ou transgênera lançados em 1970.
| Título                                                                    | Diretor                          | País                                    | Gênero                      | Elenco | Anotações |
| ------------------------------------------------------------------------- | -------------------------------- | --------------------------------------- | --------------------------- | --- | --- |
| 1970 Hot Summer Special                                                   | Robert Henry Mizer               | EUA                                     | Antologia                   | | Coleção de curtas da Athletic Model Guild, todos repletos de homoeroticismo                                                                                                   |
| Abarten der körperlichen Liebe                                            | Franz Marischka                  | Alemanha Ocidental                      | Romance                     | Christine Schuberth, Carmen Jäckel, Gideon von Kettner, Evelyn Döhring, Ursula Beck, Walter Fein                                                  | Coleção de episódios mostrando e analisando formas de sexualidade consideradas "anormais"                                                                                     |
| The Adversary                                                             | Larry Klein                      | EUA                                     | Drama                       | Howard Lawrence, Victor Campos, Frank Mangiapane, Stephanie Waxman, Brian Roberts, Marvin Davis                                                   | Um ex-boxeador vira treinador e começa um relacionamento com um homem |
| Alyse et Chloé                                                            | René Gainville                   | França                                  | Erótico, Drama              | Michèle Girardon, Karyn Balm, Pierre Arditi, Catherine Jacobsen, Christian Kerville                                                               | [ 4 ] |
| Ann och Eve - de erotiska                                                 | Arne Mattsson                    | Suécia, Croácia                         | Erótico                     | Gio Petré, Francisco Rabal, Marie Liljedahl, Heinz Hopf, Erik Hell, Agneta Prytz                                                                  | [ 5 ] |
| Barbara                                                                   | Walter Burns                     | EUA                                     | Erótico                     | Jack Rader, Nancy Boyle, Robert McLane | Uma adolescente e seu grupo de amigos passam o verão em Fire Island e todos tem encontros sexuais                                                                             |
| Las bestias jóvenes                                                       | José María Fernández Unsáin      | México                                  | Drama                       | Jacqueline Andere, Beatriz Baz, Margie Bermejo, Ana María Bribiesca, José Alonso                                                                  | Quatro garotas em uma pensão, todas com seus próprios problemas |
| Billy Boy                                                                 | Bob Mizer                        | EUA                                     | Erótico                     | Burt Kelly, Billy Young, Dick Harold, Skip Tumaloo, Jim Gay, Lucky Starr Chuck                                                                    | Segue um jovem em uma aventura sexual em Hollywood |
| Bloody Mama                                                               | Roger Corman                     | EUA                                     | Crime, Drama, Ação          | Shelley Winters, Bruce Dern, Robert De Niro, Pat Hingle, Don Stroud, Diane Varsi                                                                  | [ 9 ] |
| The Boys in the Band                                                      | William Friedkin                 | EUA                                     | Drama                       | Kenneth Nelson, Leonard Frey, Cliff Gorman, Laurence Luckinbill, Frederick Combs, Keith Prentice, Robert La Tourneaux, Reuben Greene, Peter White | Roteirizado por Mart Crowley, baseado em sua peça homônima. Um dos primeiros filmes americanos a ser protagonizado por um grupo de personagens gays                           |
| Chelsea Hotel                                                             | Albert Scopin                    | EUA                                     | Curta                       | Patti Smith, Robert Mapplethorpe | Mostra pessoas vivendo no Chelsea Hotel |
| The Christine Jorgensen Story                                             | Irving Rapper                    | EUA                                     | Drama                       | John Hansen, Joan Tompkins, Quinn K. Redeker | Baseado na autobiografia de Christine Jorgensen, a primeira pessoa documentada nos Estados Unidos a ter passado pela cirurgia de redesignação sexual                          |
| Claude et Greta                                                           | Max Pécas                        | França                                  | Erótico, Drama              | Astrid Frank, Yves Vincent, Nicole Debonne | Uma modelo tem um relacionamento com uma lésbica e consegue um emprego como assistente de um pintor gay                                                                       |
| O Conformista                                                             | Bernardo Bertolucci              | Alemanha Ocidental, Itália, França      | Drama                       | Jean-Louis Trintignant, Stefania Sandrelli, Dominique Sanda, Enzo Tarascio, Gastone Moschin, Fosco Giachetti                                      | . Baseado no romance homônimo de Alberto Moravia |
| Copacabana Mon Amour                                                      | Rogério Sganzerla                | Brasil                                  | Comédia                     | Helena Ignez, Otoniel Serra, Paulo Villaça, Lílian Lemmertz, Guará Rodrigues                                                                      | |
| Daddy, Darling                                                            | Joseph W. Sarno                  | Dinamarca, EUA                          | Exploitation                | Helli Louise, Gio Petré, Ole Wisborg | [ 16 ] |
| The Dark Side of Tomorrow                                                 | Jack Deerson, Barbara Peeters    | EUA                                     | Exploitation                | Elizabeth Plumb, Alicia Courtney, John Aprea, Marland Proctor, Wayne Want                                                                         | Relançado em 1975 com Just the Two of Us Quando seus maridos saem pra caçar, duas mulheres começam um relacionamento sexual                                                   |
| The Diane Linkletter Story                                                | John Waters                      | EUA                                     | Curta                       | David Lochary, Mary Vivian Pearce, Divine | Improvisação baseado no suicídio da filha de Art Linkletter, uma personalidade da TV                                                                                          |
| Dinah East                                                                | Gene Nash                        | EUA                                     | Drama                       | Ultra Violet, Reid Smith, Jeremy Stockwell, Susan Romen, Joe Taylor, Andy Davis                                                                   | Após sua morte, a identidade trans de uma estrela de cinema é exposta |
| Il dio chiamato Dorian                                                    | Massimo Dallamano                | Alemanha Ocidental, Itália, Reino Unido | Horror, Suspense            | Helmut Berger, Richard Todd, Herbert Lom, Marie Liljedahl, Margaret Lee, Isa Miranda                                                              | trad. O Deus Chamado Dorian Baseado no romance O Retrato de Dorian Grey de Oscar Wilde                                                                                        |
| Dois Perdidos Numa Noite Suja                                             | Braz Chediak                     | Brasil                                  | Drama                       | Emiliano Queiroz, Nelson Xavier, Paulo Sacramento                                                                                                 | |
| Edward II                                                                 | Richard Marquand, Toby Robertson | Reino Unido                             | Biográfico, Histórico       | Ian McKellen, Timothy West, Diane Fletcher, James Laurenson, Robert Eddison, Paul Hardwick                                                        | O rei Eduardo II traz seu amante, odiado pelos nobres, para sua corte |
| The End of the Track (跑道終點)                                           | Mou Tun-fei                      | Taiwan                                  | Drama                       | Donald Chua, David Meyer | Dois garotos são inseparáveis, mas quando um deles morre o outro entra em uma depressão profunda Banido por sua homossexualidade implícita                                    |
| Entertaining Mr Sloane                                                    | Douglas Hickox                   | Reino Unido                             | Comédia                     | Beryl Reid, Peter McEnery, Harry Andrews, Alan Webb                                                                                               | Baseado na peça homônima de Joe Orton |
| Estranho Triângulo                                                        | Pedro Camargo                    | Brasil                                  | Drama                       | Carlo Mossy, Leila Santos, José Augusto Branco, José Wilker, Lúcia Alves, Dinorah Brillanti                                                       | |
| A Família do Barulho                                                      | Júlio Bressane                   | Brasil                                  | Comédia, Drama              | Maria Gladys, Wilson Grey, Helena Ignez, Grande Otelo, Guará Rodrigues, Kleber Santos, Poty                                                       | Uma família disfuncional, composta por uma prostituta e dois gays, tem uma vida rotineira no Rio de Janeiro                                                                   |
| Five Easy Pieces                                                          | Bob Rafelson                     | EUA                                     | Musical, Drama              | Jack Nicholson, Karen Black, Sally Struthers, Lois Smith, Toni Basil, John P. Ryan                                                                | [ 25 ] |
| Gay San Francisco                                                         | Jonathan Raymond                 | EUA                                     | Documentário                | | Filmado entre 1965 e 1970, mostra a comunidade LGBT de São Francisco |
| Goodbye Gemini                                                            | Alan Gibson                      | Reino Unido                             | Terror                      | Judy Geeson, Martin Potter, Michael Redgrave, Alexis Kanner, Mike Pratt, Marion Diamond                                                           | Um casal de gêmeos atrai a atenção de um viciado em jogo que vê neles um jeito de escapar de suas dívidas                                                                     |
| Götter der Pest                                                           | Rainer Werner Fassbinder         | Alemanha Ocidental                      | Drama                       | Hanna Schygulla, Margarethe von Trotta, Harry Baer, Günther Kaufmann, Carla Egerer, Ingrid Caven                                                  | . trad. Deuses da praga |
| Guess What We Learned in School Today?                                    | John G. Avildsen                 | EUA                                     | Comédia                     | Dick Carballo, Devin Goldenberg, Zachary Haynes, Jane McLeod, Yvonne McCall, Rosella Olsen                                                        | Um policial gay e um alcoólatra impotente lideram um grupo contra a educação sexual em escolas                                                                                |
| I Am Curious Gay                                                          | Dick Fontaine                    | EUA                                     | Drama                       | Larry Neilsen, Chuck Roy | No seu aniversário de 21 anos, um jovem conhece o homem de seus sonhos em um bar                                                                                              |
| Insee tong                                                                | Mitr Chaibancha                  | Tailândia                               | Ação                        | Mitr Chaibancha, Petchara Chaowarat, Ling Fan, Chuen Chan, Chat Chayaphum, Chuan Chen                                                             | trad. Águia Dourada O filme mostra uma gangue de kathoey |
| Inside A.M.G.                                                             | Tom DeSimone, Monroe Beehler     | EUA                                     | Documentário                | Rick Cassidy, Bob Mizer | Sobre a criação e história da Athletic Model Guild, um grupo que preparava jovens (em sua maioria gay) para carreiras de modelo                                               |
| The Joys of Jezebel                                                       | Peter Perry Jr.                  | EUA                                     | Exploitation, Fantasia      | Luanne Roberts, Dixie Donovan, Lois Ursone, Sherise Roland, Christopher Stone, Johnny Rocco                                                       | [ 33 ] |
| Kenneth Anger – Magier des Untergrundfilms                                | Reinhold E. Thiel                | Alemanha Ocidental                      | Documentário                | Kenneth Anger | O cineasta Kenneth Anger explica seu processo criativo |
| The Kremlin Letter                                                        | John Huston                      | EUA                                     | Suspense                    | Bibi Andersson, Richard Boone, Dean Jagger, George Sanders, Max von Sydow, Orson Welles                                                           | Baseado no romance homônimo de Noel Behn |
| The Lickerish Quartet                                                     | Radley Metzger                   | EUA                                     | Exploitation                | Silvana Venturelli, Frank Wolff, Erika Remberg, Paolo Turco, Karl-Otto Alberty                                                                    | [ 35 ] |
| Little Big Man                                                            | Arthur Penn                      | EUA                                     | Comédia, Faroeste           | Dustin Hoffman, Faye Dunaway, Martin Balsam, Chief Dan George                                                                                     | [ 36 ] |
| The Magic Garden of Stanley Sweetheart                                    | Leonard Horn                     | EUA                                     | Drama                       | Don Johnson, Linda Gillen, Michael Greer, Dianne Hull, Holly Near, Candy Darling                                                                  | Baseado no romance semi-autobiográfico homônimo de Robert T. Westbrook Um jovem busca sua identidade sexual                                                                   |
| The Meatrack                                                              | Richard Stockton                 | EUA                                     | Drama                       | David Calder, Jan Stratton, Bob Romero, Steve Ferris, Alan Dye, Donna Troy                                                                        | Sobre um prostituto bissexual |
| Mera ur kärlekens språk                                                   | Torgny Wickman                   | Suécia                                  | Documentário                | Inge Hegeler, Sten Hegeler, Maj-Brith Bergström-Walan, Bertil Hansson                                                                             | Continuação de Ur kärlekens språk de 1969 Filme semi-educativo que mostra o comportamento sexual de minorias                                                                  |
| Michel Là-Bas                                                             | Teo Hernandez                    | França                                  | Curta                       | Michel Nedjar | Um homem pelado no deserto |
| Mondo Rocco                                                               | Pat Rocco                        | EUA                                     | Antologia                   | Rick Cassidy, Jim Bailey, Ron Dilly, Troy Perry                                                                                                   | Uma coleção de curtas do diretor |
| Monique                                                                   | John Bown                        | Reino Unido                             | Drama                       | David Sumner, Joan Alcorn, Sibylla Kay, Nicola Bown, Jacob Fitz-Jones, Davilia O'Connor                                                           | Uma empregada se insere na vida sexual de um casal |
| Multiple Maniacs                                                          | John Waters                      | EUA                                     | Comédia                     | Divine, David Lochary, Mary Vivian Pearce, Mink Stole, Cookie Mueller, Edith Massey                                                               | Divine é dona de um espetáculo gratuito de perversões e vários atos de fetiche e obscenidades                                                                                 |
| The Music Lovers                                                          | Ken Russell                      | Inglaterra                              | Biográfico, Drama, Romance  | Richard Chamberlain, Glenda Jackson, Christopher Gable, Max Adrian, Isabella Telezynska                                                           | Sobre a vida do compositor Pyotr Ilyich Tchaikovsky, baseado em Beloved Friend, um compilado de suas correspondências editado por Catherine Drinker Bowen e Barbara von Meck. |
| Myra Breckinridge                                                         | Michael Sarne                    | EUA                                     | Comédia                     | Raquel Welch, Rex Reed, John Huston, Mae West, Farrah Fawcett, George Furth                                                                       | trad. Homem e Mulher Até Certo Ponto Baseado no romance homônimo de Gore Vidal                                                                                                |
| The Naked Bunyip                                                          | John B. Murray                   | Austrália                               | Documentário, Comédia       | Graeme Blundell | Uma mistura de fato e ficção que mistura que explora a questão do sexo na Austrália                                                                                           |
| Nicht der Homosexuelle ist pervers, sondern die Situation, in der er lebt | Rosa von Praunheim               | Alemanha Ocidental                      | Documentário, Drama         | Berryt Bohlen, Bernd Feuerhelm, Ernst Kuchling, Norbert Losch                                                                                     | trad. Não É o Homossexual Que É Perverso, Mas a Situação Em Que Ele Vive |
| No desearás al vecino del quinto                                          | Ramón Fernández                  | Espanha, Itália                         | Comédia                     | Alfredo Landa, Jean Sorel, Ira von Fürstenberg, Isabel Garcés, Margot Cottens, Adrián Ortega                                                      | [ 48 ] [ 49 ] |
| Orgia ou O Homem Que Deu Cria                                             | João Silvério Trevisan           | Brasil                                  | Drama                       | Jean-Claude Bernardet, Cláudio Mamberti, Ozualdo Ribeiro Candeias, Pedro Paulo Rangel, Antônio Vasconcelos, Fernando Benini                       | |
| Performance                                                               | Nicolas Roeg, Donald Cammell     | Reino Unido                             | Drama, Crime                | James Fox, Mick Jagger, Anita Pallenberg, Michèle Breton, Ann Sidney, John Bindon                                                                 | Um jovem gangster se esconde da máfia no porão de uma estrela do rock em declínio                                                                                             |
| Pornogra Follies                                                          | Curt McDowell                    | EUA                                     | Curta, Experimental         | Carla Cooper, Ted Davis, Mark Ellinger, Curt McDowell, Ainslie Pryor                                                                              | [ 51 ] |
| Puzzle of a Downfall Child                                                | Jerry Schatzberg                 | EUA                                     | Drama                       | Faye Dunaway, Barry Primus, Viveca Lindfors, Barry Morse, Roy Scheider, Ruth Jackson                                                              | Uma modelo uma vez famosa relembra seu passado |
| Quentin Crisp                                                             | Denis Mitchell                   | Reino Unido                             | Curta, Documentário         | Quentin Crisp | Sobre o escritor Quentin Crisp |
| La ragazza di nome Giulio                                                 | Tonino Valerii                   | Itália                                  | Drama, Erótico              | Silvia Dionisio, Gianni Macchia, John Steiner, Esmeralda Ruspoli, Maurizio Degli Esposti, Livio Barbo                                             | [ 54 ] |
| Roll On Four O’Clock                                                      | Roy Battersby                    | Reino Unido                             | Drama                       | George A. Cooper, Bill Dean, Colin Edwynn, Frank Heaton, Arthur Lambert, John Malcolm                                                             | Um garoto é tachado como homossexual e atormentado por alunos e professores na escola                                                                                         |
| The Set                                                                   | Frank Brittain                   | Austrália                               | Drama                       | Sean McEuan, Rod Mullinar, Hazel Phillips, Denis Doonan                                                                                           | Primeiro longa australiano a ter a homossexualidade como um tema principal |
| Sex and the Single Gay                                                    | Pat Rocco                        | EUA                                     | Antologia, Erótico          | Gerald Strickland | Coleção de curtas, todos sobre solteiros gay |
| Something for Everyone                                                    | Harold Prince                    | EUA                                     | Comédia                     | Angela Lansbury, Michael York, Anthony Higgins, Jane Carr, Heidelinde Weis, Wolfried Lier                                                         | . Baseado no romance The Cook de Harry Kressing |
| Song of the Loon                                                          | Andrew Herbert, Scott Hanson     | EUA                                     | Faroeste, Romance, Drama    | John Iverson, Morgan Royce, Lancer Ward, Jon Evans, Brad Fredericks, John Kalfas                                                                  | Adaptação do romance homônimo, o livro erótico gay mais popular dos anos 60, sobre um viajante do século XIX e seus encontros com outros homens                               |
| Splendori e miserie di Madame Royale                                      | Vittorio Caprioli                | Itália, França                          | Comédia, Drama              | Ugo Tognazzi, Vittorio Caprioli, Jenny Tamburi, Maurice Ronet, Maurizio Bonuglia, Simonetta Stefanelli                                            | trad. Ascensão e Queda de Madame Royale Um homem gay tenta proteger sua filha adotiva de criminosos                                                                           |
| Una stagione all' inferno                                                 | Nelo Risi                        | Itália                                  | Biográfico, Drama           | Terence Stamp, Jean-Claude Brialy, Florinda Bolkan, Pier Paolo Capponi, Niké Arrighi, Giancarlo Prati                                             | Sobre o poeta Arthur Rimbaud |
| Sticks and Stones                                                         | Stan Lopresto                    | EUA                                     | Comédia                     | Craig Dudley, J. Will Deane, Jimmy Foster | Um casal gay organiza uma festa na sua casa de praia em Fire Island |
| Studio Bankside                                                           | Derek Jarman                     | Reino Unido                             | Curta, Experimental         | | Captura a decadência do ambiente urbano, usado em um show dos Pet Shop Boys em 1992                                                                                           |
| Take It Out in Trade                                                      | Ed Wood                          | EUA                                     | Exploitation                | Ed Wood, Michael Donovan O'Donnell, Duke Moore, Donna Stanley, Nona Carver, Monica Gayle                                                          | Um casal contrata um detetive para encontrar a filha desaparecida, e ela a encontra em um bordel                                                                              |
| Tintomara                                                                 | Hans Abramson                    | Suécia, Dinamarca                       | Drama                       | Pia Grønning, Rita Angela, Eva Dahlbeck, Britt Ekland, Monica Ekman, Poul Glargaard                                                               | Em 1792, o rei Gustavo III é assassinado em um baile, e cinco garotos estão envolvidos, incluindo um jovem intersexo de 17 anos que lidera os outros                          |
| Tell Me That You Love Me, Junie Moon                                      | Otto Preminger                   | EUA                                     | Drama                       | Liza Minnelli, Ken Howard, Robert Moore, James Coco, Kay Thompson, Fred Williamson                                                                | trad. Dize-me que Me Amas Baseado no romance homônimo de Marjorie Kellogg |
| There Was a Crooked Man...                                                | Joseph L. Mankiewicz             | EUA                                     | Faroeste                    | Kirk Douglas, Henry Fonda, Hume Cronyn, Warren Oates, Burgess Meredith, John Randolph                                                             | [ 68 ] |
| Trash                                                                     | Paul Morrissey                   | EUA                                     | Drama, Experimental         | Joe Dallesandro, Holly Woodlawn, Jane Forth, Michael Sklar, Geri Miller, Andrea Feldman                                                           | |
| Tubog Sa Ginto                                                            | Lino Brocka                      | Filipinas                               | Drama                       | Lolita Rodriguez, Hilda Koronel, Jay Ilagan, Eddie Garcia, Luis Gonzales, Marissa Delgado                                                         | Sobre um empresário de sucesso que tenta esconder sua homossexualidade |
| Valerie a týden divů                                                      | Jaromil Jireš                    | Checoslováquia                          | Drama, Terror               | Jaroslava Schallerová, Helena Anýzová, Petr Kopriva, Jirí Prýmek, Jan Klusák, Libuse Komancová                                                    | Baseado no romance homônimo de Vítězslav Nezval |
| The Vampire Lovers                                                        | Roy Ward Baker                   | EUA, Reino Unido                        | Terror                      | Ingrid Pitt, George Cole, Kate O'Mara, Peter Cushing, Pippa Steel, Madeline Smith                                                                 | Baseado no romance Carmilla de Sheridan Le Fanu |
| A Vida Íntima de Sherlock Holmes                                          | Billy Wilder                     | EUA                                     | Aventura, Comédia, Suspense | Robert Stephens, Colin Blakely, Geneviève Page, Christopher Lee, Irene Handl, Clive Revill                                                        | |
| Zabil jsem Einsteina, pánové...                                           | Oldřich Lipský                   | República Checa                         | Ficção Científica, Comédia  | Jiří Sovák, Jana Brejchová, Lubomír Lipský, Iva Janžurová, Petr Čepek, Radoslav Brzobohatý                                                        | Uma explosão atômica causa infertilidade nas mulheres e as fazem ter barbas                                                                                                   |
| Zankoku onna jôshi (残酷おんな情死)                                       | Shôgorô Nishimura                | Japão                                   | Exploitation                | Annu Mari, Sanae Ôhori, Jirô Okazaki, Kôtarô Sugie, Shinji Takano, Haruo Tanaka                                                                   | Um cafetão e mafiosos tentam separar um casal de prostitutas lésbicas |